# Grotta di Lourdes (Heiligenkreuz, Bassa Austria)

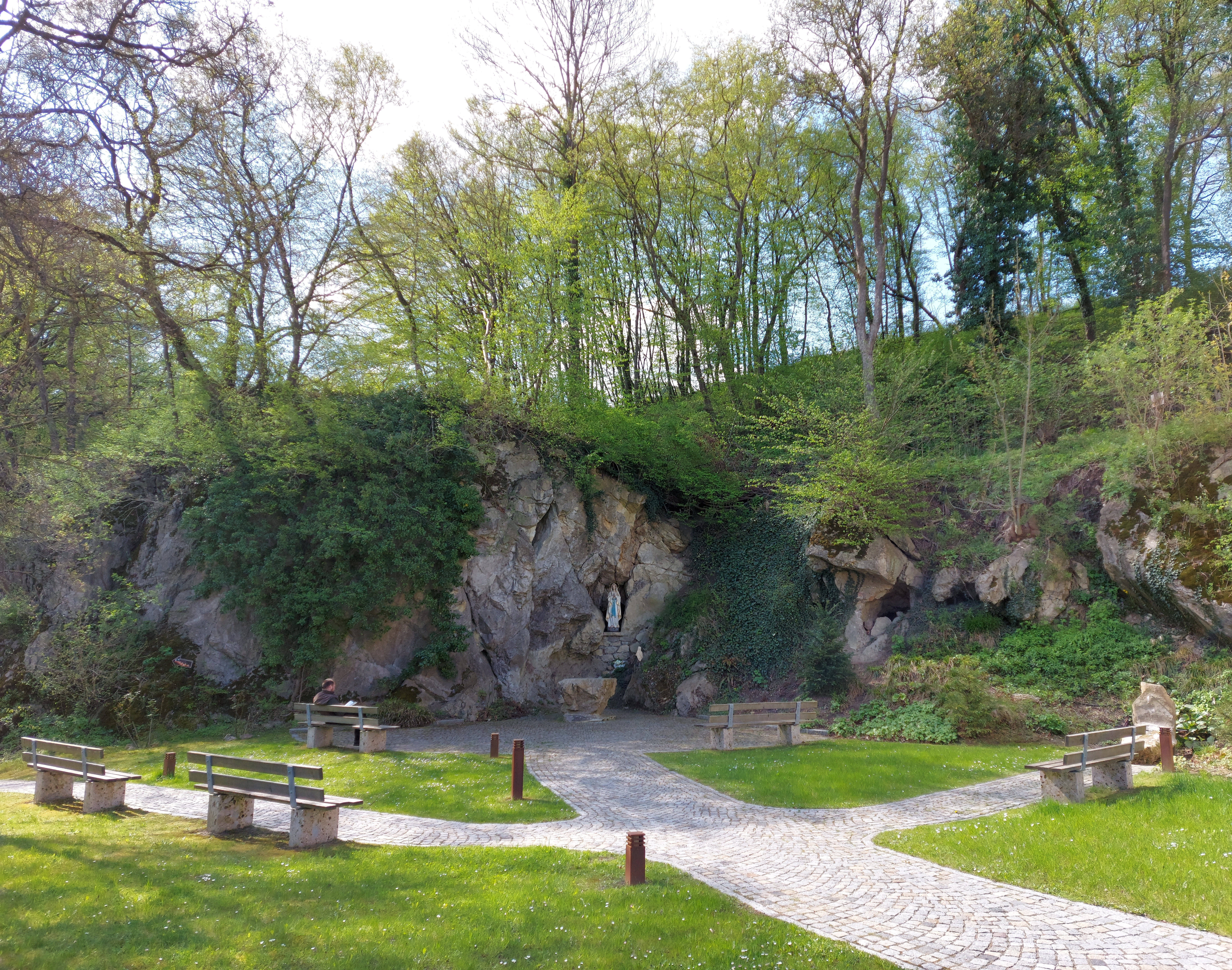
Grotta di Lourdes a Heiligenkreuz (Bassa Austria)

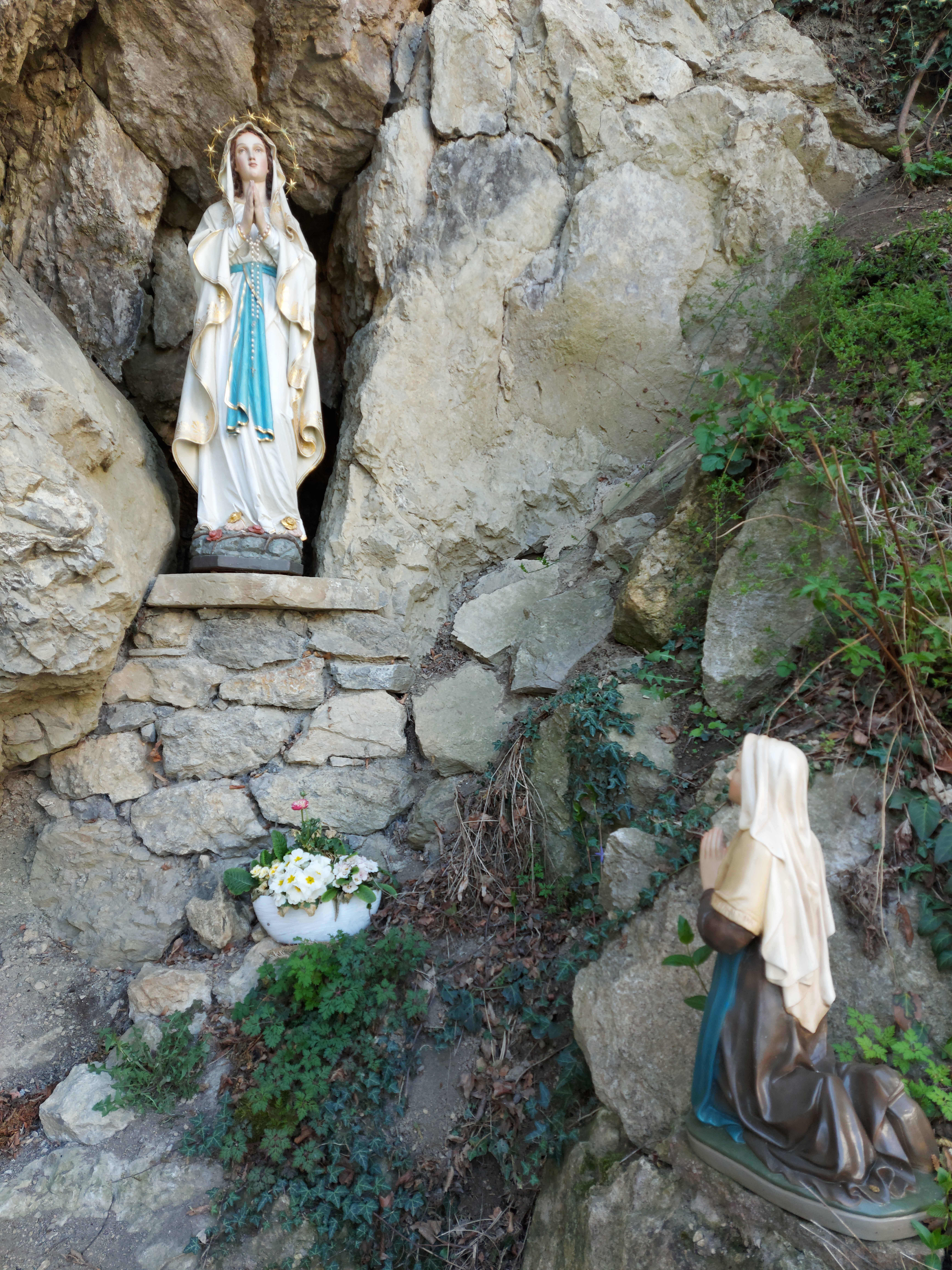
Madonna di Lourdes e Santa Bernadette

La grotta di Lourdes che si trova a Heiligenkreuz, un comune del Selva Viennese nel distretto di Baden vicino a Vienna, è una riproduzione della grotta di Massabielle a Lourdes creata nel 2017 dall’abbazia di Heiligenkreuz come un monumento religioso in onore della Beata Vergine Maria.

## Luogo e storia
Heiligenkreuz si trova sul percorso di pellegrinaggio della Via Sacra da Vienna al santuario mariano nazionale austriaco di Mariazell ed è sempre stato un punto di sosta per molti pellegrini. I cistercensi dell’abbazia di Heiligenkreuz dicono della venerazione di Maria, la Madre di Dio: „Dove Maria è venerata e pregata, la fede mette radici e diventa viva e forte. Dove si ama Maria, si ama anche la Chiesa“. Per questo motivo, nelle immediate vicinanze dell’abbazia di Heiligenkreuz è stato creato un luogo speciale per i pellegrini – la grotta di Nostra Signora di Lourdes. Questa grotta mariana è stata costruita nell’estate del 2017 in una roccia naturale accanto al torrente Sattelbach, vicino al granaio medievale, ed è stata solennemente consacrata alla vigilia dell’Assunzione di Maria (14 agosto) dal nunzio apostolico in Austria, l’arcivescovo Peter Stephan Zurbriggen. Una statua della Madonna di Lourdes dell’inizio del XX secolo, dono dell’abbazia di Heiligenkreuz, è stata restaurata e collocata in una cavità naturale della roccia, con un altare ricavato dalla stessa pietra e posto davanti ad essa. Dall’agosto 2020, una piccola statua di Santa Bernadette Soubirous, donata da un benefattore, fa parte della grotta di Lourdes a Heiligenkreuz: l’abate dell’abbazia di Lilienfeld Pius Martin Maurer l’ha benedetta durante la grande processione di luci del 14 agosto 2020.
(Abate Maximilian Heim OCist)
(Massimiliano Maria Kolbe O.F.M.Conv.)
(Bernhard Vošicky OCist)
(Papa Benedetto XVI)